# Agrippina (idősebb)
Julia Vipsania Agrippina (i. e. 14 körül – i. sz. 33. október 18.), ismertebb nevén Agrippina Maior („Idősebb” Agrippina), a Római Birodalom egyik legnagyobb megbecsülésnek örvendő asszonya az i. sz. 1. század első felében. Marcus Vipsanius Agrippa lánya annak harmadik, Julia Caesarisszel kötött házasságából, így Augustus császár unokája volt. Germanicushoz ment feleségül, tőle született Agrippina Minor és a későbbi Caligula császár.
Születésének helye és ideje ismeretlen, de i. sz. 5. körül feleségül ment Germanicushoz, Livia császárné unokájához. A népszerű Germanicus potenciális örökösjelöltje volt a princepsnek, galliai és germaniai hadisikerei pedig megerősítették a helyzetét. Agrippina hű feleség lévén urával tartott, ami szokatlan volt a római hagyományokat tekintetbe véve. A konvencionális felfogás szerint otthon kellett volna maradnia a háztartásban, azonban így is erősödött megbecsültsége: Agrippina vált a hősies nőiség szimbólumává. Germanicusnak két gyermeket szült Galliában, és kettőt a rajnai határon.
Agrippina férje megbízatásának helyére, a Közel-Keletre utazott i. sz. 19-ben, amikor is a házaspár kivívta Tiberius császár haragját. Germanicus sorozatosan összetűzésbe keveredett Syria kormányzójával, Cnaeus Calpurnius Pisóval, ráadásul elutazott a császári magánprovinciába, Aegyptusba (Egyiptom). Hamarosan rejtélyes körülmények között elhalálozott Antiochiában. Széles körben elterjedt a nézet, hogy Germanicust megmérgezték – talán a császár személyes parancsára –, mire Agrippina Rómába utazott, és bátran Pisót vádolta meg a gyilkossággal. A közfelháborodást elkerülendő Piso öngyilkosságot követett el.
19 és 29 között Agrippina Rómában maradt, és mindinkább bekapcsolódott egy, a Tiberius egyre nagyobb hatalmú kegyence, Seianus ellen szerveződő ellenzéki senatori csoportba. A császárral is megromlott a viszonya, mivel éreztette vele, hogy ő ölte meg Germanicust. Tiberius attól is joggal tarthatott, hogy Agrippina esetleg saját gyermekeinek akarja biztosítani a trónt, ezért aztán 26-ban megtiltotta neki, hogy újra férjhez menjen.
Agrippinát és két legidősebb fiát, Drusus és Nero Caesart 29-ben a princeps parancsára letartóztatták. A senatus színe előtt folytattak eljárást ellenük, és Agrippinát Pandataria (ma Ventotene) szigetére száműzték, a Tirrén-tengeren. Gyanús körülmények között hunyt el: hivatalosan halálra éheztette magát, de ugyanilyen valószínű, hogy Tiberius rendelkezett így. Halála után a császár elrendelte a senatusban, hogy visszavonják minden korábban kapott előjogát, születésének napját pedig baljós előjelű napnak kiáltatta ki.
Agrippina kilenc gyermeket szült Germanicusnak, azonban közülük három nem érte meg a felnőttkort. Drusus és Nero hamarosan meghalt, miután Rómában bebörtönözték őket. Négy utódja maradt csak életben: Julia Livilla, Drusilla, az ifjabb Agrippina, és a később Caligula néven trónra lépő Caius. Tiberius végül Caligulát és unokafivérét, Tiberius Gemellust tette meg társörököseivé.
Agrippinát kortársai a római erkölcsök megtestesítőjének, a legnemesebb jellemnek tartották. Hamvait  Caligula hozatta vissza Rómába, és helyeztette el Augustus mauzóleumában.